# Keiichiro Nagashima
Keiichiro Nagashima, född den 20 april 1982 i Ikeda, Japan, är en japansk skridskoåkare.
Han tog OS-silver på herrarnas 500 meter i samband med de olympiska skridskotävlingarna 2010 i Vancouver.